# Bombylius uzbekorum
Bombylius uzbekorum är en tvåvingeart som beskrevs av Paramonov 1926. Bombylius uzbekorum ingår i släktet Bombylius och familjen svävflugor. Inga underarter finns listade i Catalogue of Life.